# Озеряны (Ровненская область)
Озеряны (укр. Озеряни) — село в Варковичской сельской общине Дубенского района Ровненской области Украины.
Население по переписи 2001 года составляло 673 человека. Почтовый индекс — 35613. Телефонный код — 3656. Код КОАТУУ — 5621684701.